# Équipe de Grande-Bretagne de Coupe Davis
L'équipe de Grande-Bretagne de Coupe Davis est la sélection nationale regroupant les meilleurs joueurs du Royaume-Uni lors des compétitions internationales. L'équipe regroupe les meilleurs Britanniques et donc à la fois les joueurs de Grande-Bretagne – c'est-à-dire l'Angleterre, le Pays de Galles et l'Écosse — mais également les joueurs d'Irlande du Nord. Elle est placée sous l'égide de la Lawn Tennis Association (LTA).
Elle a remporté dix fois la compétition, dont neuf avant 1936.

## Historique

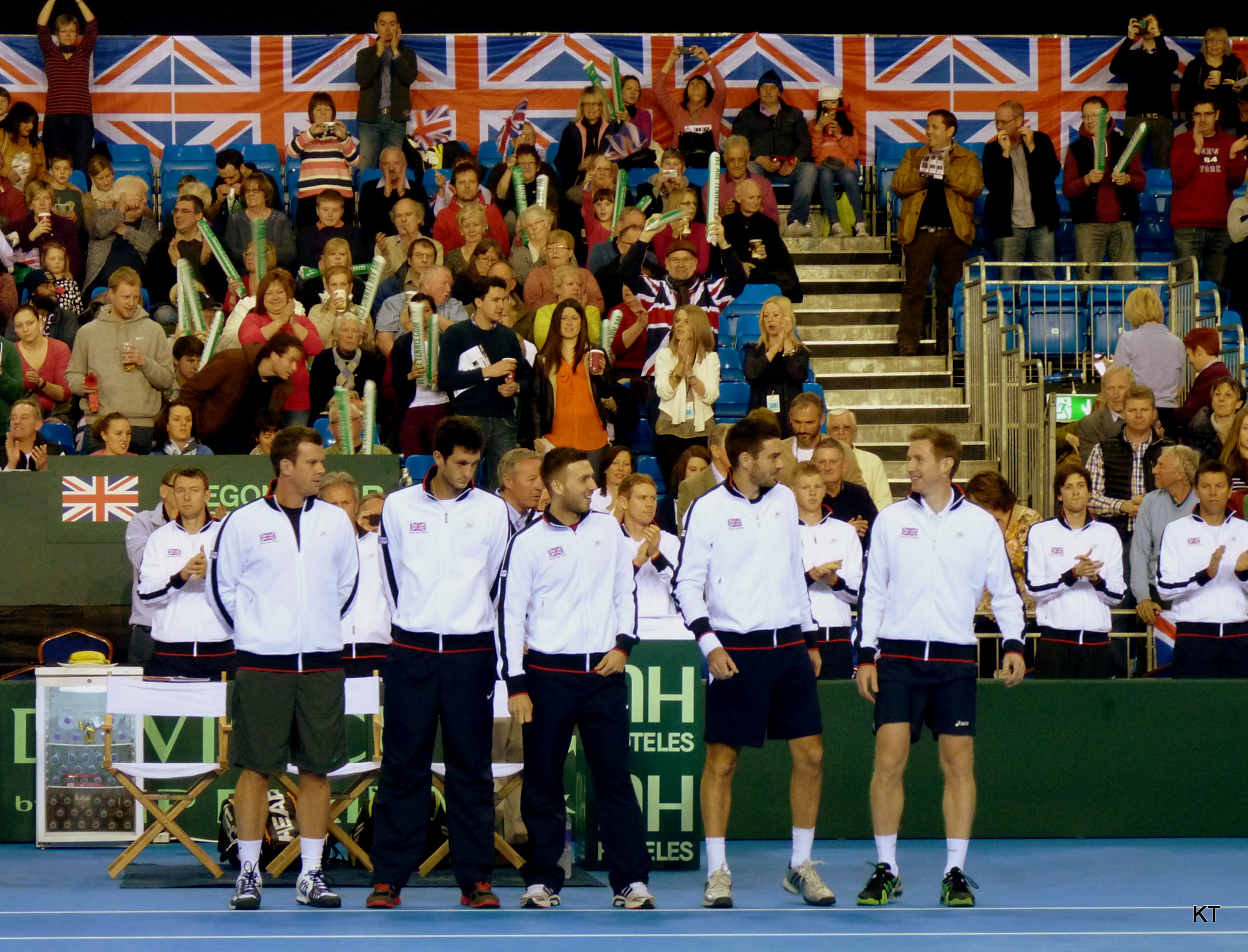
L'équipe britannique en 2013.

Créée en 1900, l'équipe de Grande-Bretagne de Coupe Davis est neuf fois vainqueur de l'épreuve entre 1903 et 1936 et sept fois finaliste durant cette période, la dernière fois en 1937. 
Après une huitième finale atteinte en 1978, l'équipe décline progressivement et c'est avec Andy Murray, qui est alors le premier Britannique à remporter Wimbledon depuis Fred Perry en 1936, que l'équipe de Grande-Bretagne revient dans le groupe mondial en 2013. 
En 2015, après avoir sorti la France, finaliste de la précédente édition, les Britanniques, emmenés par Andy Murray, arrivent en finale de la compétition contre la Belgique. Lors de cette finale, grâce à deux victoires en simple de l’Écossais et de sa victoire en double avec son frère Jamie, la Grande-Bretagne gagne alors son 10e saladier d'argent, la première fois depuis 79 ans.

## Palmarès

### Victoires
Liste des 10 victoires de l'équipe de Grande-Bretagne de Coupe Davis
| #  | Années | Lieu                | Surface      | Adversaire  | Score | Vainqueurs                                                                           |
| -- | ------ | ------------------- | ------------ | ----------- | ----- | ------------------------------------------------------------------------------------ |
| 1  | 1903   | Boston États-Unis   | Gazon        | États-Unis  | 4-1   | Hugh Lawrence Doherty, Reginald Frank Doherty                                        |
| 2  | 1904   | Londres Royaume-Uni | Gazon        | Belgique    | 5-0   | Frank Riseley, Hugh Lawrence Doherty, Reginald Frank Doherty                         |
| 3  | 1905   | Londres Royaume-Uni | Gazon        | États-Unis  | 5-0   | Hugh Lawrence Doherty, Reginald Frank Doherty, Sydney Smith                          |
| 4  | 1906   | Londres Royaume-Uni | Gazon        | États-Unis  | 5-0   | Hugh Lawrence Doherty, Reginald Frank Doherty, Sydney Smith                          |
| 5  | 1912   | Melbourne Australie | Gazon        | Australasie | 3-2   | Charles Dixon, Arthur Gore, Herbert Roper-Barrett, James Cecil Parke, Alfred Beamish |
| 6  | 1933   | Paris France        | Terre battue | France      | 3-2   | Henry Austin, Fred Perry, Patrick Hughes, Harry Lee                                  |
| 7  | 1934   | Londres Royaume-Uni | Gazon        | États-Unis  | 4-1   | Bunny Austin, Fred Perry, Patrick Hughes, Harry Lee                                  |
| 8  | 1935   | Londres Royaume-Uni | Gazon        | États-Unis  | 5-0   | Bunny Austin, Fred Perry, Patrick Hughes, Raymond Tuckey                             |
| 9  | 1936   | Londres Royaume-Uni | Gazon        | Australie   | 3-2   | Bunny Austin, Fred Perry, Patrick Hughes, Raymond Tuckey                             |
| 10 | 2015   | Gand Belgique       | Terre battue | Belgique    | 3-1   | Andy Murray, Kyle Edmund, Jamie Murray, Daniel Evans, James Ward, Dominic Inglot     |

## Bilan
| Édition   | Groupe                | Résultat                             | Lieu          | Ultime adversaire    | Score         | Surface       |
| --------- | --------------------- | ------------------------------------ | ------------- | -------------------- | ------------- | ------------- |
| 1900      | Pas de groupe         | 2e                                   | Boston        | États-Unis           | 0-3           |               |
| 1902      | Pas de groupe         | 2e                                   | Brooklyn      | États-Unis           | 2-3           |               |
| 1903      | Pas de groupe         | Victoire                             | Boston        | États-Unis           | 4-1           |               |
| 1904      | Pas de groupe         | Victoire                             | Wimbledon     | Belgique             | 5-0           | Gazon         |
| 1905      | Pas de groupe         | Victoire                             | Londres       | Australasie          | 5-0           | Gazon         |
| 1906      | Pas de groupe         | Victoire                             | Wimbledon     | États-Unis           | 5-0           | Gazon         |
| 1907      | Pas de groupe         | 2e                                   | Wimbledon     | Australasie          | 2-3           |               |
| 1908      | Pas de groupe         | 3e                                   | Boston        | Australasie          | 1-4           |               |
| 1909      | Pas de groupe         | 3e                                   | Philadelphie  | États-Unis           | 0-5           |               |
| 1911      | Pas de groupe         | 3e                                   | New York      | États-Unis           | 0-5           | Terre battue  |
| 1912      | Pas de groupe         | Victoire                             | Melbourne     | Australasie          | 3-2           | Gazon         |
| 1913      | Pas de groupe         | 2e                                   | Wimbledon     | États-Unis           | 2-3           | Gazon         |
| 1914-1918 | Aucun tournoi         | Aucun tournoi                        | Aucun tournoi | Aucun tournoi        | Aucun tournoi | Aucun tournoi |
| 1919      | Pas de groupe         | 2e                                   | Sydney        | Australasie          | 1-4           | Gazon         |
| 1920      | Pas de groupe         | 4e                                   | Wimbledon     | États-Unis           | 0-5           | Gazon         |
| 1921      | Pas de groupe         | Quart de final                       | Pittsburgh    | Australasie          | 2-3           | Gazon         |
| 1922      | Pas de groupe         | 4e                                   |               | Espagne              | Forfait       |               |
| 1923      | Zone Europe           | Quart de final                       | Wimbledon     | Espagne              | 2-3           | Gazon         |
| 1924      | Zone Europe           | Demi-finale                          | Eastbourne    | France               | 1-4           | Gazon         |
| 1925      | Zone Europe           | Demi-finale                          | Eastbourne    | France               | 0-4           | Gazon         |
| 1926      | Zone Europe           | Finale                               | Cabourg       | France               | 0-5           | Terre battue  |
| 1927      | Zone Europe           | 2e tour                              | Harrogate     | Danemark             | 2-3           | Terre battue  |
| 1928      | Zone Europe           | Demi-finale                          | Felixstowe    | Italie               | 1-4           | Gazon         |
| 1929      | Zone Europe           | Finale                               | Berlin        | Allemagne            | 2-3           | Terre battue  |
| 1930      | Zone Europe           | Quart de final                       | Eastbourne    | Australie            | 1-4           | Gazon         |
| 1931      | Zone Europe           | 2e                                   | Roland-Garros | France               | 2-3           | Terre battue  |
| 1932      | Zone Europe           | Demi-finale                          | Berlin        | Allemagne            | 2-3           | Terre battue  |
| 1933      | Zone Europe           | Victoire                             | Roland-Garros | France               | 3-2           | Terre battue  |
| 1934      | Zone Europe           | Victoire                             | Wimbledon     | États-Unis           | 4-1           | Gazon         |
| 1935      | Zone Europe           | Victoire                             | Wimbledon     | États-Unis           | 5-0           | Gazon         |
| 1936      | Zone Europe           | Victoire                             | Wimbledon     | Australie            | 3-2           | Gazon         |
| 1937      | Zone Europe           | 2e                                   | Wimbledon     | États-Unis           | 1-4           | Gazon         |
| 1938      | Zone Europe           | 2e tour                              | Zagreb        | Yougoslavie          | 0-5           | Terre battue  |
| 1939      | Zone Europe           | Demi-finale                          | Berlin        | Allemagne            | 0-5           | Terre battue  |
| 1940-1945 | Aucun tournoi         | Aucun tournoi                        | Aucun tournoi | Aucun tournoi        | Aucun tournoi | Aucun tournoi |
| 1946      | Zone Europe           | 1er tour                             | Roland-Garros | France               | 0-5           | Terre battue  |
| 1947      | Zone Europe           | Quart de final                       | Amsterdam     | Afrique du Sud       | 1-4           | Gazon         |
| 1948      | Zone Europe           | Demi-finale                          | Stockholm     | Suède                | 1-4           | Terre battue  |
| 1949      | Zone Europe           | 2e tour                              | Roland-Garros | Tchéquoslovaquie     | 1-4           | Terre battue  |
| 1950      | Zone Europe           | 1er tour                             |               | Italie               | 2-3           |               |
| 1951      | Zone Europe           | Quart de final                       | Scarborough   | Suède                | 1-4           | Gazon         |
| 1952      | Zone Europe           | Quart de final                       | Bologne       | Italie               | 1-4           | Terre battue  |
| 1953      | Zone Europe           | Quart de final                       | Bruxelles     | Belgique             | 1-4           | Terre battue  |
| 1954      | Zone Europe           | Quart de final                       | Scarborough   | Belgique             | 2-3           | Gazon         |
| 1955      | Zone Europe           | Demi-finale                          | Birmingham    | Italie               | 0-5           | Gazon         |
| 1956      | Zone Europe           | Demi-finale                          | Solna         | Suède                | 1-4           | Terre battue  |
| 1957      | Zone Europe           | Demi-finale                          | Bruxelles     | Belgique             | 2-3           | Terre battue  |
| 1958      | Zone Europe           | Finale                               | Milan         | Italie               | 1-4           | Terre battue  |
| 1959      | Zone Europe           | Demi-finale                          | Barcelone     | Espagne              | 2-3           | Terre battue  |
| 1960      | Zone Europe           | Demi-finale                          | Wimbledon     | Italie               | 1-4           | Gazon         |
| 1961      | Zone Europe           | Demi-finale                          | Båstad        | Suède                | 1-4           | Terre battue  |
| 1962      | Zone Europe           | Demi-finale                          | Milan         | Italie               | 0-5           | Terre battue  |
| 1963      | Zone Europe           | 4e                                   | Bournemouth   | États-Unis           | 0-5           | Terre battue  |
| 1964      | Zone Europe           | Demi-finale                          | Bristol       | France               | 2-3           | Gazon         |
| 1965      | Zone Europe           | Quart de final                       | Eastbourne    | Afrique du Sud       | 2-3           | Gazon         |
| 1966      | Zone Europe Groupe A  | Demi-finale                          | Hanovre       | Allemagne de l’Ouest | 2-3           | Terre battue  |
| 1967      | Zone Europe Groupe B  | Demi-finale                          | Eastbourne    | Espagne              | 2-3           | Gazon         |
| 1968      | Zone Europe Groupe A  | Demi-finale                          | Barcelone     | Espagne              | 1-4           | Terre battue  |
| 1969      | Zone Europe Groupe A  | 3e                                   | Wimbledon     | Roumanie             | 2-3           | Gazon         |
| 1970      | Zone Europe Groupe A  | 1er tour                             | Édimbourg     | Autriche             | 2-3           | Terre battue  |
| 1971      | Zone Europe Groupe B  | 1er tour                             | Zagreb        | Yougoslavie          | 0-3           | Terre battue  |
| 1972      | Zone Europe Groupe B  | 1er tour                             | Paris         | France               | 1-4           | Terre battue  |
| 1973      | Zone Europe Groupe B  | Quart de final                       | Munich        | Allemagne de l’Ouest | 1-4           | Terre battue  |
| 1974      | Zone Europe Groupe B  | Tour préliminaire                    | Le Caire      | Égypte               | 0-5           | Terre battue  |
| 1975      | Zone Europe Groupe A  | Quart de final                       | Barcelone     | Espagne              | 2-3           | Terre battue  |
| 1976      | Zone Europe Groupe B  | Finale                               | Wimbledon     | Italie               | 1-4           | Gazon         |
| 1977      | Zone Europe Groupe A  | Demi-finale                          | Bucarest      | Roumanie             | 1-4           | Terre battue  |
| 1978      | Zone Europe Groupe A  | 2e                                   | Rancho Mirage | États-Unis           | 1-4           | Dur           |
| 1979      | Zone Europe Groupe A  | Finale                               | Rome          | Italie               | 1-4           | Terre battue  |
| 1980      | Zone Europe Groupe B  | Demi-finale                          | Bristol       | Roumanie             | 2-3           | Gazon         |
| 1981      | Groupe Mondial        | Demi-finale                          | Buenos Aires  | Argentine            | 0-5           | Terre battue  |
| 1982      | Groupe Mondial        | Barrage de relégation                | Barcelone     | Espagne              | 3-2           | Terre battue  |
| 1983      | Groupe Mondial        | Barrage de relégation                | Eastbourne    | Chili                | 4-1           | Gazon         |
| 1984      | Groupe Mondial        | Relégation                           | Eastbourne    | Yougoslavie          | 1-4           | Gazon         |
| 1985      | Zone Europe           | Victoire                             | Eastbourne    | Israël               | 4-1           | Gazon         |
| 1986      | Groupe Mondial        | Quart de final                       | Wimbledon     | Australie            | 1-4           | Gazon         |
| 1987      | Groupe Mondial        | Relégation                           | Zagreb        | Yougoslavie          | 0-3           | Terre battue  |
| 1988      | Zone Europe Groupe I  | Finale                               | Zell am See   | Autriche             | 0-5           | Terre battue  |
| 1989      | Zone Europe Groupe I  | Tour préliminaire                    | Eastbourne    | Argentine            | 2-3           | Gazon         |
| 1990      | Zone Europe Groupe I  | Match qualificatif au Groupe Mondial | Londres       | France               | 0-5           | Gazon         |
| 1991      | Zone Europe Groupe I  | Match qualificatif au Groupe Mondial | Manchester    | Autriche             | 3-1           | Gazon         |
| 1992      | Groupe Mondial        | Relégation                           | New Delhi     | Inde                 | 1-4           | Gazon         |
| 1993      | Zone Europe Groupe I  | 2e tour                              | Budapest      | Hongrie              | 2-3           | Terre battue  |
| 1994      | Zone Europe Groupe I  | Relégation                           | Manchester    | Roumanie             | 2-3           | Gazon         |
| 1995      | Zone Europe Groupe II | Barrage de relégation                | Eastbourne    | Monaco               | 5-0           | Gazon         |
| 1996      | Zone Europe Groupe II | 3e tour                              | Wimbledon     | Égypte               | 5-0           | Gazon         |
| 1997      | Zone Europe Groupe I  | Barrage de relégation                | Kiev          | Ukraine              | 3-2           | Terre battue  |
| 1998      | Zone Europe Groupe I  | Match qualificatif au Groupe Mondial | Nottingham    | Inde                 | 3-2           | Dur           |
| 1999      | Groupe Mondial        | 1er tour                             | Birmingham    | États-Unis           | 2-3           | Dur           |
| 2000      | Groupe Mondial        | Relégation                           | Wimbledon     | Équateur             | 1-4           | Gazon         |
| 2001      | Zone Europe Groupe I  | Match qualificatif au Groupe Mondial | Guayaquil     | Équateur             | 4-1           | Terre battue  |
| 2002      | Groupe Mondial        | 1er tour                             | Birmingham    | Suède                | 2-3           | Moquette      |
| 2003      | Groupe Mondial        | Relégation                           | Casablanca    | Maroc                | 2-3           | Terre battue  |
| 2004      | Zone Europe Groupe I  | Match qualificatif au Groupe Mondial | Pörtschach    | Autriche             | 2-3           | Terre battue  |
| 2005      | Zone Europe Groupe I  | Match qualificatif au Groupe Mondial | Genève        | Suisse               | 0-5           | Terre battue  |
| 2006      | Zone Europe Groupe I  | Barrage de relégation                | Odessa        | Ukraine              | 3-2           | Terre battue  |
| 2007      | Zone Europe Groupe I  | Match qualificatif au Groupe Mondial | Wimbledon     | Croatie              | 4-1           | Gazon         |
| 2008      | Groupe Mondial        | Relégation                           | Wimbledon     | Autriche             | 2-3           | Gazon         |
| 2009      | Zone Europe Groupe I  | Relégation                           | Liverpool     | Pologne              | 2-3           | Dur           |
| 2010      | Zone Europe Groupe II | Barrage de relégation                | Eastbourne    | Turquie              | 5-0           | Gazon         |
| 2011      | Zone Europe Groupe II | 3e tour                              | Glasgow       | Hongrie              | 5-0           | Dur           |
| 2012      | Zone Europe Groupe I  | 2e tour                              | Glasgow       | Belgique             | 1-4           | Dur           |
| 2013      | Zone Europe Groupe I  | Match qualificatif au Groupe Mondial | Umag          | Craotie              | 4-1           | Terre battue  |
| 2014      | Groupe Mondial        | Quart de final                       | Naples        | Italie               | 2-3           | Terre battue  |
| 2015      | Groupe Mondial        | Victoire                             | Gand          | Belgique             | 3-1           | Terre battue  |
| 2016      | Groupe Mondial        | Demi-finale                          | Glasgow       | Argentine            | 2-3           | Dur           |
| 2017      | Groupe Mondial        | Quart de final                       | Rouen         | France               | 1-4           | Terre battue  |
| 2018      | Groupe Mondial        | Barrage de relégation                | Glasgow       | Ouzbékistan          | 3-1           | Dur           |
| 2019      | Groupe Mondial        | Demi-finale                          | Madrid        | Espagne              | 1-2           | Dur           |
| 2020-2021 | Groupe Mondial        | Quart de final                       | Innsbruck     | Allemagne            | 1-2           | Dur           |
| 2022      | Groupe Mondial        | Phase de poule                       | Glasgow       | 3 adversaires        |               | Dur           |
| 2023      | Groupe Mondial        | Quart de final                       | Malaga        | Serbie               | 0-2           | Dur           |
| 2024      | Groupe Mondial        | Phase de poule                       | Manchester    | 3 adversaires        |               | Dur           |

## Joueurs de l'équipe
Les chiffres indiquent le nombre de matchs joués (V-D)
- Jack Draper 4 (1-3)
- Billy Harris 1 (1-0)
- Daniel Evans 42 (17-25)
- Henry Patten 1 (1-0)
- Neal Skupski 14 (8-6)